# Kompozitní video

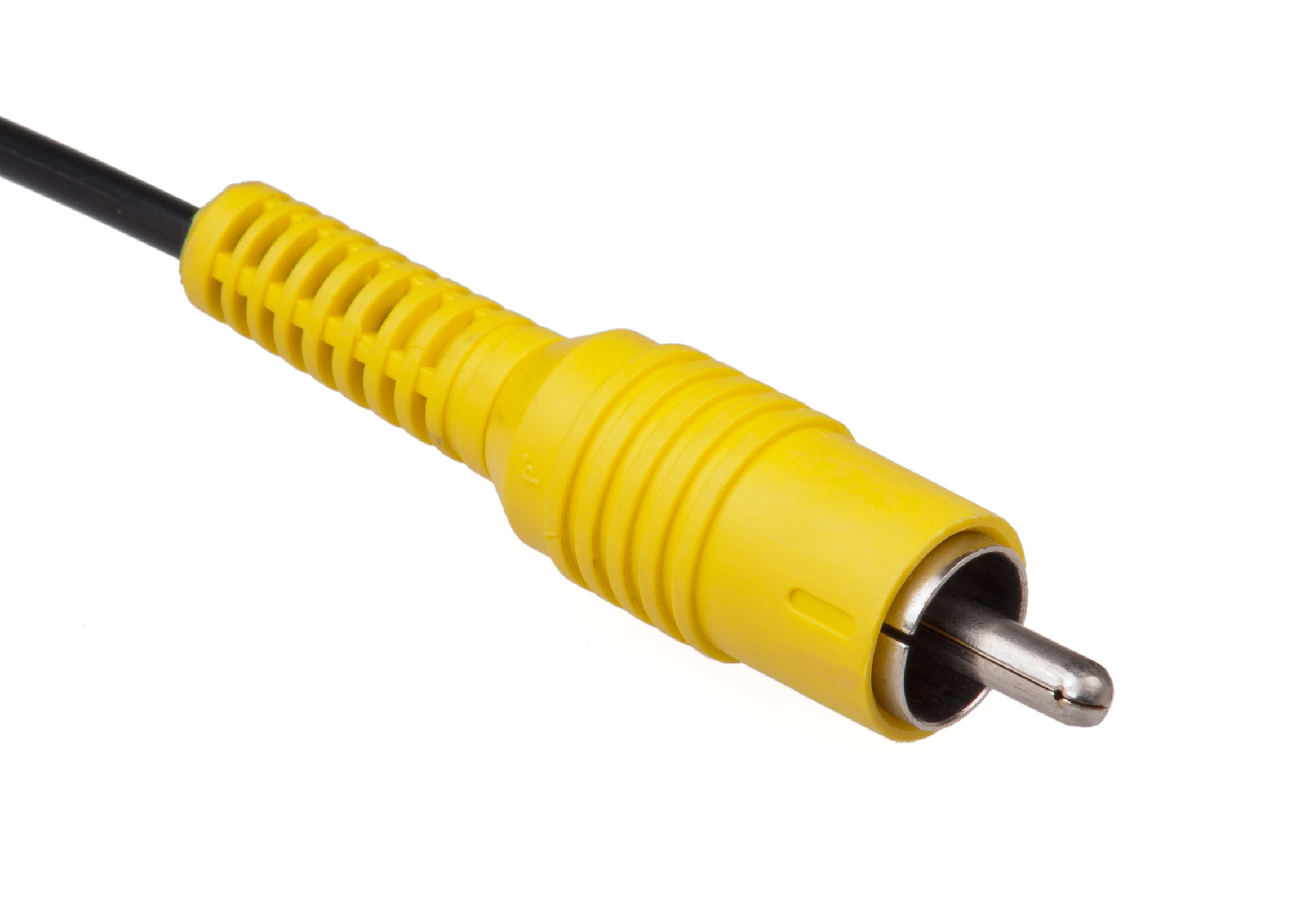
Pro kompozitní video se obvykle používá žlutý cinch.

Kompozitní video je analogový přenos videa, který nese video se standardním rozlišením v rozlišení 480i nebo 576i jako jeden kanál. Všechny složky obrazu jsou zakódovány do jednoho kanálu, na rozdíl od kvalitnějšího S-videa (2 kanály) či komponentního videa [YPrPb/YCrCb (3 kanály) nebo RGB ve SCART konektoru (4 kanály)]. V žádném z těchto druhů přenosu obrazu není zahrnut zvuk.
Kompozitní video je označováno zkratkou CVBS [Composite Video Baseband Signal] (nebo z angl. color, video, blanking, sync) nebo zkráceně SD (z angl. standard-definition video – video se standardním rozlišením).
Převládají tři varianty kompozitního videa: NTSC, PAL a SECAM.

## Složky signálu

Průběh signálu

Signál kompozitního videa spojuje na jednom vodiči videosignál potřebný pro zobrazení barev a snímkovou synchronizaci jednotlivých řádků. Barevný obrazový signál je lineární kombinace jasu obrazu a modulované podvrstvy, která nese chrominanci, kombinaci odstínu a sytosti. Průběh kódování se liší v závislosti na standardu (NTSC, PAL a SECAM).
Frekvenční spektrum modulovaného barevného signálu se překrývá se signálem základního pásma. Tato pásma jsou oddělena díky tomu, že frekvenční složky signálu základního pásma směřují k harmonické horizontální rychlosti skenování, zatímco nosič barev je vybrán jako lichý násobek poloviny horizontální rychlosti skenování. Díky tomu vzniká modulovaný barevný signál, který se skládá hlavně z harmonických kmitočtů, které spadají mezi harmonické v jasovém signálu základního pásma, spíše než aby oba signály byly v oddělených frekvenčních rozsazích. Jinými slovy, kombinace luminance a chrominance je technikou dělení frekvence, ale je mnohem složitější než typický frekvenční multiplex používaný např. pro AM a FM rádio.
Zaznamenaný a filtrovaný signál odvozený od barevné podvrstvy, nazývaný burst nebo colorburst, je přidán do mezery v horizontálním intervalu každého řádku, s výjimkou vertikálního synchronizačního intervalu, jako synchronizačního signálu a amplitudové reference chrominančních signálů. Burst signál je fázově posunut o 180 ° od referenčního podvrstvy.

## Modulace signálu
Kompozitní video lze snadno vysílat na jakémkoliv kanále modulací správné vlny RF nosiče. Většina domácích videorekordérů zaznamenává signál v hrubém kompozitním formátu a LaserDiscs ukládají čistý kompozitní signál, zatímco formáty běžně dostupných videokazet (např. VHS a Betamax) a menší komerční a průmyslové pásky (např. U-Matic) pracují s modifikovaným kompozitním signálem (obecně známý jako color-under). Při přehrávání tyto zařízení často dávají uživateli možnost vysílání signálu v základním pásmu, nebo jeho modulaci na frekvenci VHF nebo UHF kompatibilní s televizním tunerem (takže ho lze naladit na daném TV kanále). Profesionální televizní společnosti dekomprimují digitální videokazety formátu D-2 a přímo jej reprodukují jako standardní kompozitní videosignály formátu NTSC  použitím PCM kodeku pro analogový signál na videokazetách.

## Standardní konektory
V domácím použití se kompozitní video připojuje žlutým cinch konektorem. Obvykle se připojuje společně s červeným a bílým (někdy černým) konektorem, které nesou zvuk, každý jeden kanál. V profesionálním nasazení se používají koaxiální kabely s BNC konektory, které jsou mnohem odolnější proti rušení. BNC konektory pro kompozitní video se objevily i na prvních domácích videorekordérech; zvuk zde byl řešen buď cinchem, nebo 5pinovým DIN konektorem, dlouhá desetiletí používaným pro audio.

## Modulátory
Zařízení připojovaná k televizím, jako jsou videorekordéry, starší herní konzole a domácí počítače, mají kompozitní obrazový výstup. Ten se pak může převádět na RF signál použitím RF modulátoru, který generuje příslušný kanál (3. a 4. kanál pro Severní Ameriku a 36. kanál pro Evropu). Někdy byl tento modulátor součástí zařízení (herní konzole, videorekordér, Atari, Commodore 64 či domácí počítače TRS-80 CoCo), jindy byl externí, ale byl napájen počítačem (třeba TI-99/4A nebo modulátory firmy Apple), nebo mohl být externí s vlastním napájením. V USA používáním externích RF modulátorů odpadá povinnost výrobce mít pro svá zařízení FCC certifikaci. Počátkem osmdesátých let elektronika, která produkuje signál televizních kanálů, musela splňovat stejné požadavky na stínění jako vysílací televizní zařízení, čímž nutí výrobce, jako je Apple, vynechat RF modulátor a Texas Instruments mít svůj RF modulátor jako externí jednotku, které byly certifikovány FCC, ale neobsahovaly zmínku o tom, že by se prodávaly společně s počítači. V Evropě, kde většina zemí používala stejný vysílací standard, však existovaly různé modulační standardy (například PAL-G versus PAL-I) a použití externího modulátoru umožnilo výrobcům vyrábět jeden výrobek a snadno ho prodat do různých zemí změnou modulátoru. Herní konzole na druhé straně neměly žádný větší problém získat FCC certifikaci, protože obvody byly dost drahé na to, aby měly výstup na 3. nebo 4. kanále.
Moderní přístroje s analogovými výstupy už většinou nemají výstupy kanálů 3 a 4. Namísto toho mají kompozitní a S-video výstupy (nebo HDMI či jiné digitální rozhraní),čímž se kompozitní video a S-video se staly nejrozšířenějšími vstupy televizí. Krom toho už dnes prodávané televize nedisponují analogovým tunerem, takže by tento způsob propojení ani nebyl možný. Ale protože je na trhu kompozitní video dobře zavedené pro vstupní i výstupní zařízení, která jej převádějí na 3. a 4. kanál, stejně jako zařízení, která převádějí signály jako VGA na kompozitní, lze starší kompozitní obrazovky používat i pro novější signálové standardy.

## Demodulační ztráty
Proces RF modulace a zpětné demodulace původního obrazového signálu je provázen ztrátou kvality. Konverze do obrazu může vnášet šum či různé formy rušení. Z těchto důvodů je lepší k připojení používat cinch místo RF konektoru. Téměř každé moderní videozařízení má stále kompozitní konektory, ale starší videozařízení a některé levé televize mají pouze RF vstup (anténní konektor). RF modulátory, s kterými se už dnes prakticky nesetkáme, by tak pořád našly uplatnění.
Stejně jako RF modulace a demodulace, i míchání různých signálů do původního kompozitního signálu snižuje kvalitu výsledného obrazu, což způsobuje šachovnicové obrazové artefakty označované anglicky jako dot crawl. Dot crawl je výsledkem přeslechu (posunutí frekvence) a následné záměny chrominanční a luminanční složky. Většinou k tomu dochází, když přenosové pásmo chrominance přesáhne vyhrazené pásmo a dostává se do pásma luminance. To vedlo k rozšíření systémů, jako je S-Video a komponentní video, kde jsou signály vedeny odděleně. V případě kompozitního videa se k lepšímu oddělení signálu a eliminaci obrazových artefaktů používají comb filtry.

## Poměr stran
Kompozitní video podporuje poměry stran 4:3 a 16:9. Jak PAL, tak NTSC disponuje automatickou změnou poměru stran.

## Rozšíření kompozitního videa

Převod S-videa na kompozitní signál

Když se u televizního signálu přestal používat signál pro prodlevy mezi snímky (vertical blanking interval) a přesahový signál overscan, zbylo v signálu volné místo, které našlo využití pro teletext, skryté titulky a údaje o použitých barvách.
Rozšířením standardu je S-Video. S-video je rozšířením standardu, protože používá paralelní signály pro luminanci (jas) a chrominanci (barvy). Lze ho připojit ke kompozitnímu videu, ale bude buď monochromatické (připojení k luminanci), nebo barevné se stejným jasem po celé obrazovce (připojení na chrominanci). Další možností je sloučit signálové cesty filtrem.